# Highsted
Highsted är en ort i grevskapet Kent i sydöstra England. Orten ligger i distriktet Swale och civil parishen Rodmersham, strax söder om Sittingbourne. Tätorten (built-up area) hade 412 invånare vid folkräkningen år 2021.